# Chalconycles albipalpis
Chalconycles albipalpis är en fjärilsart som beskrevs av George Francis Hampson 1919. Chalconycles albipalpis ingår i släktet Chalconycles och familjen bastardsvärmare. Inga underarter finns listade i Catalogue of Life.